# Coelioxys obtusispina
Coelioxys obtusispina là một loài Hymenoptera trong họ Megachilidae. Loài này được Thomson mô tả khoa học năm 1872.